# Fairchild C-119 Flying Boxcar

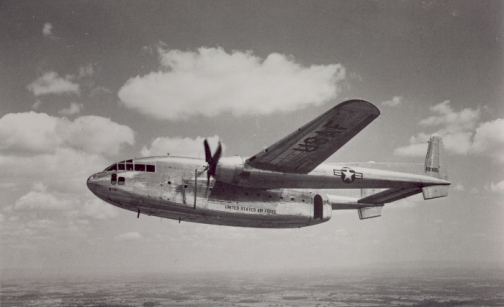
Fairchild C-119 Flying Boxcar.

Fairchild C-119 "Flying Boxcar" var ett tvåmotorigt propellerflygplan med dubbla bommar som konstruerades av Fairchild. Det tillverkades också på licens av biltillverkaren Kaiser som monterade en extra jetmotor på taket. Planet tillverkades i sammanlagt 1 183 exemplar. 
Flygplanet användes flitigt i Vietnam under krigen, både av Frankrike och senare USA. Även Indien använde detta plan i militärt syfte. Flygplanet användes också flitigt av Förenta Nationerna (FN) under Kongokrisen, då bland annat det italienska och det norska flygvapnet deltog.
En specialversion av planet, som bara byggdes i ett exemplar, kallades "Packplane". I denna version har delar av flygplanskroppen ersatts av en demonterbar container på hjul. Även landstället var helt annorlunda. Idén var att man skulle kunna montera på och av en färdiglastad container och därmed spara tid. Dessutom drog planet mycket mindre bränsle när man flög utan container och det hade då en kortare start- och landningssträcka. 
Det fiktiva flygplanet Conwing L-16, som spelar en central roll i Disneys animerade serie Luftens hjältar, är baserat på C-119.